# Gier
Il Gier è un fiume francese che attraversa i dipartimenti di Loira, Rodano e della Metropoli di Lione, nella regione Alvernia-Rodano-Alpi.
Nasce nella frazione Jasserie del comune di La Valla-en-Gier, a un'altezza s.l.m. di circa 1300 metri, dalle pendici del Monte Pilat, e sfocia dopo un percorso di circa 44 chilometri, nel fiume Rodano, alla sua riva destra, nel territorio comunale di Givors. Nel suo corso bagna 12 comuni; nei comuni di Saint-Chamond e Rive-de-Gier scorre in parte coperto.

## Geografia

### Affluenti

#### Sinistra orografica
Corsi d'acqua provenienti dai Monti del Lionese: 

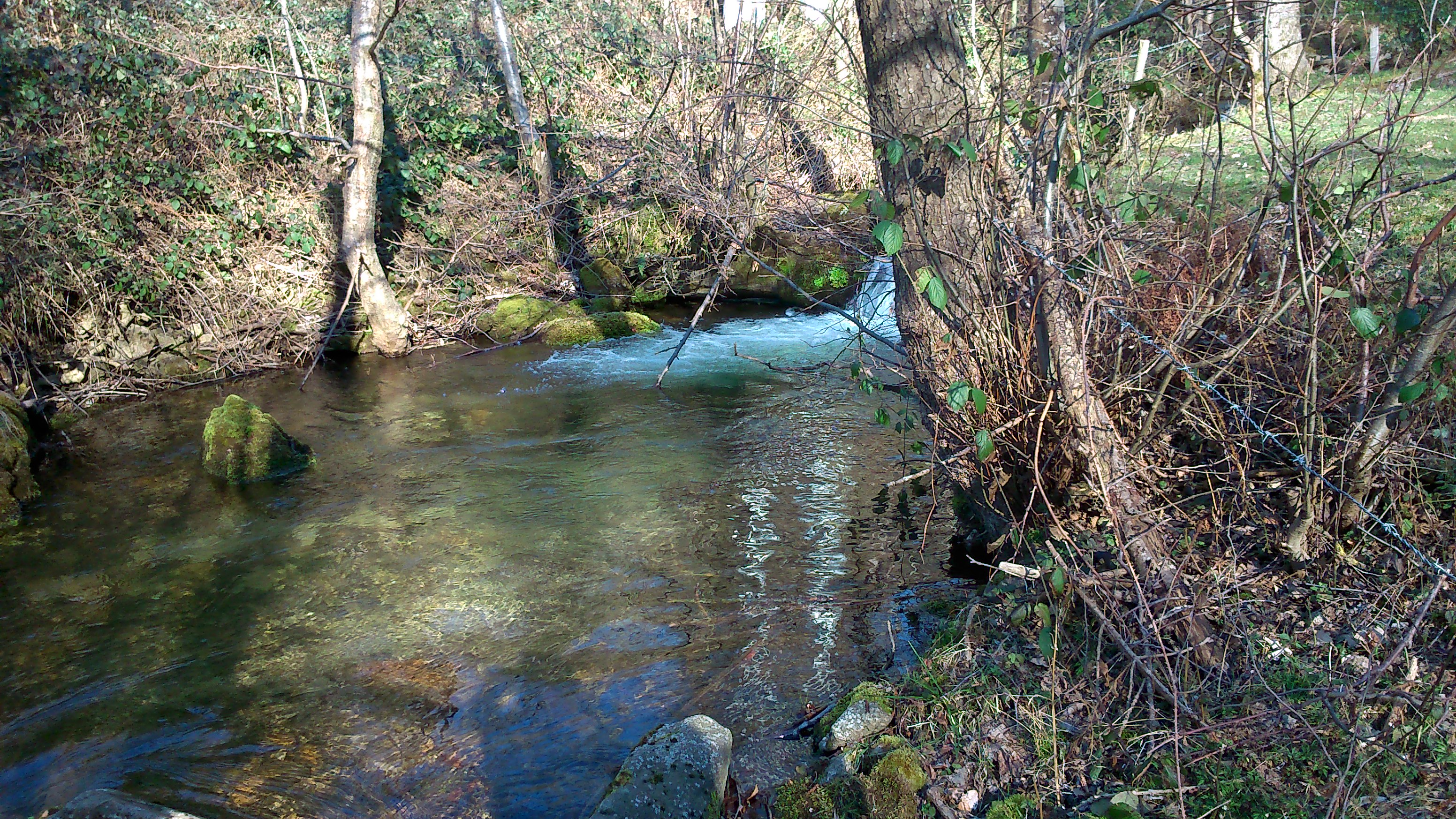
La Haut-Gier, nel comune di La-Valla-En-Gier.

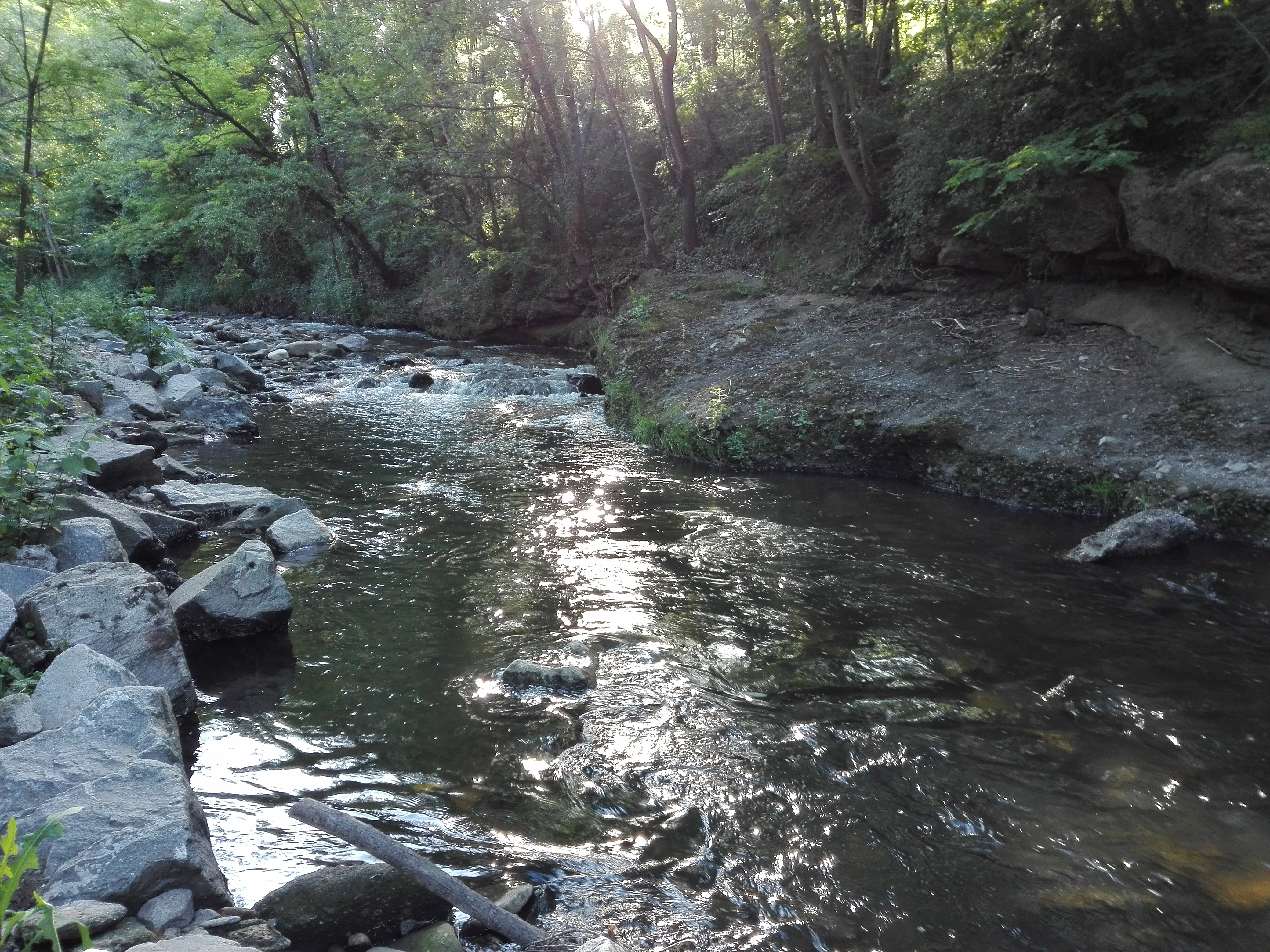
Il Gier a L'Horme

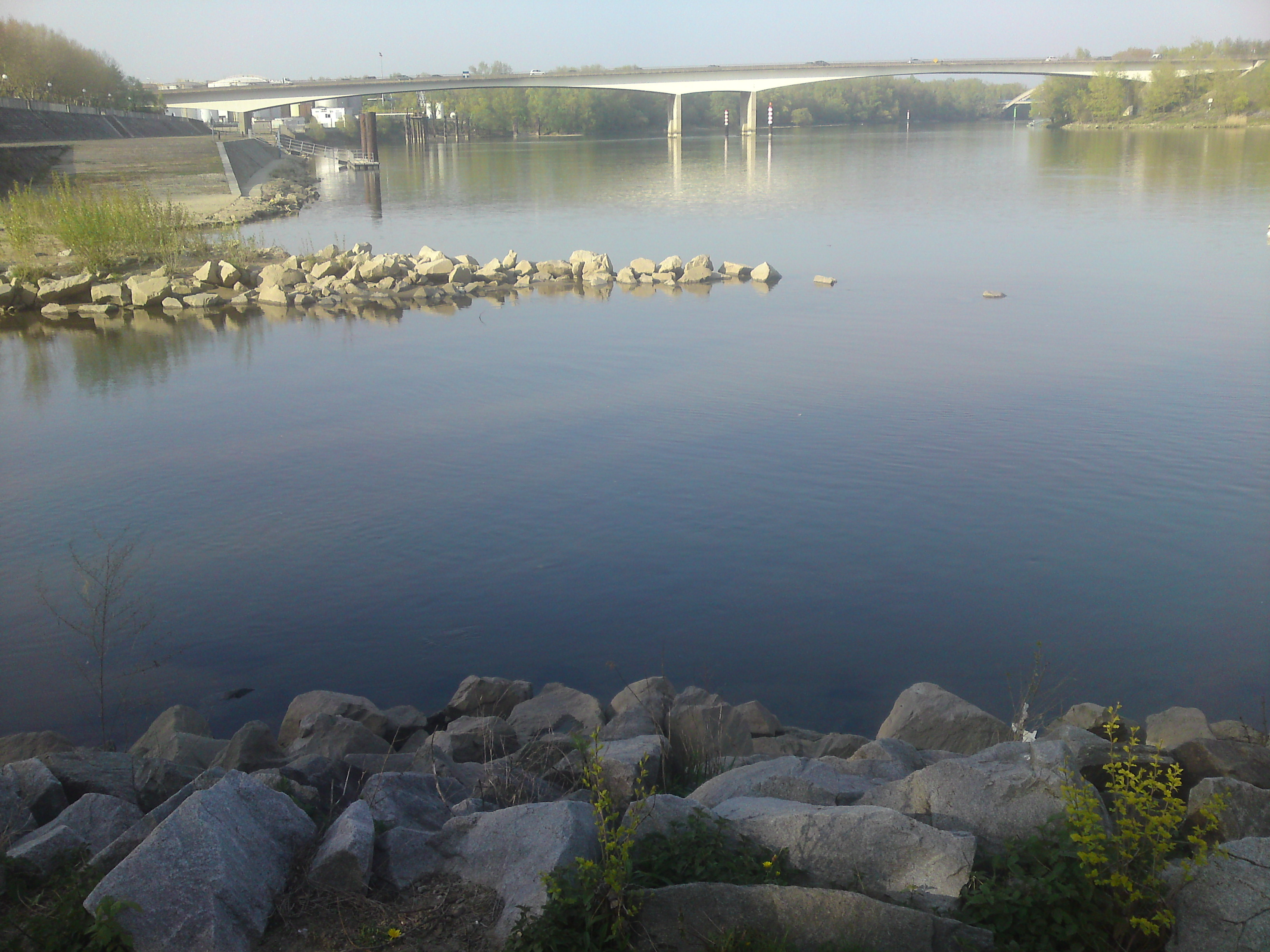
Il Gier alla confluenza con il Rodano a Givors.

- Lo Janon
- Il Collenon
- La Durèze
- Il Féloin

- Il Frigerin
- Il Bozançon

#### Destra orografica
Sono corsi d'acqua provenienti dal versante ovest del Monte Pilat:
- Il Dorlay
- L'Egarande
- Il Couzon
- Il Mezerin

### Comuni attraversati
- Dipartimento della Loira
  - La Valla-en-Gier, Saint-Chamond, L'Horme, La Grand-Croix, Lorette, Rive-de-Gier, Châteauneuf, Tartaras, Dargoire
- Dipartimento del Rodano
  - Saint-Jean-de-Touslas, Saint-Romain-en-Gier
- Metropoli di Lione
  - Givors